# فاينل فانتسي 13-2
فاينل فانتسي 13-2 (بالإنجليزية: Final Fantasy XIII-2)‏ هي لعبة فيديو لعب الأدوار تم تطويرها ونشرها بواسطة Square Enix لبلاي ستيشن 3 و Xbox 360. تم إصدارها في عام 2011 في اليابان و2012 في أمريكا الشمالية ومناطق PAL ، وتم نقلها إلى مايكروسوفت ويندوز في عام 2014 وأندرويد وآي أو إس من خلال الألعاب السحابية في عام 2015 في اليابان. XIII-2 هو تكملة مباشرة للعبة الأدوار Final Fantasy XIII لعام 2009 وجزء من سلسلة Fabula Nova Crystallis الفرعية. يتضمن ميزات معدلة من اللعبة السابقة ، بما في ذلك قتال سريع الخطى ونظام "Paradigm" قابل للتخصيص للتحكم في القدرات التي تستخدمها الشخصيات ، ويضيف نظامًا جديدًا يسمح بإمساك الوحوش واستخدامها في المعركة. تتميز حبكة اللعبة بعنصر سفر طويل الأمد ، مما يسمح للاعب بالقفز بين أوقات مختلفة في نفس الموقع أو أماكن مختلفة في نفس الوقت. اختفى Lightning ، بطل اللعبة الأصلية ، في عالم مجهول. رحلة شقيقتها الصغرى سيرا فرون ونويل كريس عبر الزمن في محاولة للعثور عليها.
بدأ تطوير Final Fantasy XIII-2 في أوائل عام 2010 واستمر حوالي عام ونصف. تم الكشف عن اللعبة في Square Enix 1st Production Department Premier في يناير 2011. ظل العديد من المصممين الرئيسيين في أدوارهم من اللعبة السابقة ، وتم التعاقد مع المطور tri-Ace للمساعدة في تصميم اللعبة وفنها وبرمجتها. أراد فريق التطوير تجاوز Final Fantasy XIII في كل جانب مع جعل نغمة القصة أكثر قتامة وغامضًا من اللعبة السابقة. تعتمد اللعبة على نظام معركة Paradigm Shift المستخدم في XIII وتتضمن تصميمًا أقل خطيًا بشكل عام.

## وصلات خارجية
- الموقع الرسمي